# Жажелка
Жаже́лка (бел. Жажэлка) — деревня в Смолевичском районе Минской области Белоруссии. Входит в состав Жодинского сельсовета. Расположена около реки Бродня в 8 км от железнодорожной станции Красное Знамя, в 10 км от города Смолевичи, в 48 км от Минска. Население — 275 человек (2013).

## История
Известен с XVIII века. В 1800 году во владении князя Доминика Радзивилла в составе Борисовского уезда Минской губернии.
С февраля по декабрь 1918 года оккупирован войсками кайзеровской Германии, с августа 1919 до июля 1920 года — польскими войсками.
С 1919 года в составе Белорусской ССР, с 20 августа 1924 года центр Жажельского сельсовета Смолевичского района Минского округа. С 20 февраля 1938 года в составе Минской области. В начале 1930-х годов действовали колхоз «Звезда», кирпичный завод и кузница.
В Советско-финляндской войне погибло 3 жителя деревни.
В годы Великой Отечественной войны с конца июня 1941 до начала июля 1944 года деревня была оккупирована немецко-фашистскими войсками, погибло 26 жителей, также 17 жителей деревни погибли на фронте, 8 — в партизанской борьбе.
С 25 декабря 1962 года в Борисовском районе, с 6 января 1965 года в Смолевичском районе.
В 1988 году центр совхоза имени Урицкого. 
В 2013 году работали средняя школа, клуб, библиотека, фельдшерско-акушерский пункт, отделение связи.

## Население
- 1897 год — 147 человек;
- 1909 год — 140 человек;
- 1917 год — 218 человек;
- 1924 год — 226 человек;
- 1926 год — 199 человек;
- 1941 год — 247 человек;
- 1959 год — 221 человек;
- 1988 год — 810 человек;
- 1996 год — 304 человека;
- 2013 год — 275 человек.